# Mohammad Ali Khan
Mohammad Ali Khan Zand (* ca. 1760; † 1779, persisch محمدعلی‌خان زند, DMG Muḥammad-ʿAlī-Ḫān Zand) war der zweite Schah der Zand-Dynastie, der das persische Reich vom 6. März bis zum 19. Juni 1779 regierte.
Als Karim Khan-e Zand 1779 starb, brachen erneut Machtkämpfe in Persien aus. Sein Halbbruder Zaki Khan erklärte Mohammad Ali, den zweiten Sohn von Karim Khan – gleichzeitig sein Schwiegersohn – zum zweiten Herrscher der Zand-Dynastie. Bald danach wurde Abol Fath Khan, der ältere Bruder, zum Mitherrscher ernannt.
Noch im selben Jahr starb Mohammed Ali Khan an einem Herzinfarkt. In den knapp 4 Monaten seiner Herrschaft erreichte er nur sehr wenig und konnte nicht an die Erfolge des Vaters anknüpfen. Sein Bruder wurde am 19. Juni 1779 zum alleinigen Herrscher des persischen Reiches erklärt.